# Chasquido alveolar
Los clics alveolares o clics postalveolares son una familia de chasquidos que se encuentran sólo en África y en la jerga ritual Damin de Australia . La lengua es más o menos cóncava (según el idioma) y se tira hacia abajo en lugar de hacia atrás como en los chasquidos palatales, produciendo un sonido un poco más hueco que esas consonantes.
En el Alfabeto Fonético Internacional el símbolo que representa el lugar de articulación de estos sonidos es ⟨ ǃ ⟩ . El símbolo no es realmente un signo de exclamación, sino más bien una barra vertical con un punto en subíndice, siendo el punto el antiguo signo diacrítico de las consonantes retroflejas. Antes de 1989, ⟨ ʗ ⟩ (c estirada) era la letra en el AFI para los clics alveolares, y algunos fonetistas todavía la quieren de vuelta. La cola de ⟨ ʗ ⟩ puede ser la cola de consonantes retroflejas en AFI y, por lo tanto, análoga al punto inferior de ⟨ ǃ ⟩ .  Cualquiera de las letras se puede combinar con una segunda letra para indicar la forma de articulación, aunque esto comúnmente se omite en los clics de tenuis .
En la transcripción oficial de AFI, este chasquido se combina con una ⟨ k ɡ ŋ q ɢ ɴ ⟩ mediante una barra de unión, aunque ⟨ k ⟩ se salta muy frecuentemente. En cambio, muchos autores usan un superíndice ⟨ k ɡ ŋ q ɢ ɴ ⟩ sin la barra de unión, y también a menudo se descuidan con el ⟨ k ⟩ . Cualquiera de las letras, ya sea de línea de base o de superíndice, generalmente se coloca antes del chasquido, pero puede aparecer después cuando se escucha la liberación de la oclusión velar o uvular. Una tercera convención es la letra clic con signos diacríticos para falta de voz, sonoridad y nasalización; no distingue los clics alveolares velares de los uvulares. Los clics alveolares comunes son:
| Trans. I | Trans. II | Trans. III | Descripción                     |
| (velar)  | (velar)   | (velar)    | (velar)                         |
| -------- | --------- | ---------- | ------------------------------- |
| ⟨ k͜ǃ ⟩   | ⟨ ᵏǃ ⟩    | ⟨ ǃ ⟩      | clic tenuis alveolar            |
| ⟨ k͜ǃʰ ⟩  | ⟨ ᵏǃʰ ⟩   | ⟨ ǃʰ ⟩     | clic alveolar aspirado          |
| ⟨ ɡ͜ǃ ⟩   | ⟨ ᶢǃ ⟩    | ⟨ ǃ̬ ⟩      | clic alveolar sonoro            |
| ⟨ ŋ͜ǃ ⟩   | ⟨ ᵑǃ ⟩    | ⟨ ǃ̃ ⟩      | clic nasal alveolar             |
| ⟨ ŋ͜ǃ̥̥ʰʰ ⟩ | ⟨ ᵑǃ̥ʰʰ ⟩  | ⟨ ǃ̥̃ʰʰ ⟩    | clic nasal alveolar aspirado    |
| ⟨ ŋ͜ǃˀ ⟩  | ⟨ ᵑǃˀ ⟩   | ⟨ ǃ̃ˀ ⟩     | clic nasal alveolar glotalizado |
| (uvular) |           |            |                                 |
| ⟨ q͜ǃ ⟩   | ⟨ 𐞥ǃ ⟩    |            | clic tenuis alveolar            |
| ⟨ q͜ǃʰ ⟩  | ⟨ 𐞥ǃʰ ⟩   |            | clic alveolar aspirado          |
| ⟨ ɢ͜ǃ ⟩   | ⟨ 𐞒ǃ ⟩    |            | clic alveolar sonoro            |
| ⟨ ɴ͜ǃ ⟩   | ⟨ ᶰǃ ⟩    |            | clic nasal alveolar             |
| ⟨ ɴ͜ǃ̥ʰʰ ⟩ | ⟨ ᶰǃ̥ʰʰ ⟩  |            | clic nasal alveolar aspirado    |
| ⟨ ɴ͜ǃˀ ⟩  | ⟨ ᶰǃˀ ⟩   |            | clic nasal alveolar glotalizado |

Esto último se puede escuchar en la muestra de sonido de la derecha; Los hablantes no nativos tienden a glotalizar los clics para evitar hacerlos nasales. El chasquido nasal también se puede escuchar a la derecha.
En las ortografías de idiomas individuales, las letras y dígrafos de los clics alveolares pueden basarse en el símbolo de barra vertical del IPA, ⟨ ǃ ⟩, o en el latín ⟨q⟩ de la convención bantú. El khoekhoe y la mayoría de las lenguas bosquimanas utilizan el primero; Naro, Sandawe y Zulu utilizan este último.

## Ocurrencia
El español no tiene un chasquido alveolar (ni tampoco ningún otro chasquido) como fonema, pero un chasquido alveolar simple sí ocurre en la mimesis, como un sonido que los niños usan para imitar el trote de un caballo. 

## Liberación de percusión
Los chasquidos nasales que se ajustan a esta descripción son utilizados por hablantes de chino gan (del condado de Ningdu) y mandarín (de Pekín y Jilin ), y presumiblemente personas de otras partes del país, con distintos grados de competencia en canciones infantiles para las palabras para 'ganso' y 'pato', los cuales comienzan con /ŋ/ en gan y hasta hace poco comenzaba con /ŋ/. También en mandarín. En gan, la canción infantil es (sin tener en cuenta el tono), donde entonces todos los inicios se pronuncian [ᵑǃ͡¡]. 

## Clics alveolares "fricados"
Una serie de clics en !Kung Ekoka! se han descrito de diversas formas como clics palatinos retroflexos o fricados.